# Rajasthali
Rajasthali är ett underdistrikt i Bangladesh. Det ligger i den sydöstra delen av landet, 240 km sydost om huvudstaden Dhaka.
I omgivningarna runt Rajasthali växer huvudsakligen savannskog. Runt Rajasthali är det ganska tätbefolkat, med 239 invånare per kvadratkilometer.